# Lactalbumin
α-Lactalbumin ist ein Protein, das als Aktivator mit β-1,4-Galactosyltransferase (beta4Gal-T1) einen Enzymkomplex bildet. In der Milchdrüse von Säugetieren katalysiert dieser, auch Lactose-Synthetase genannte, Enzymkomplex die Biosynthese von Milchzucker. α-Lactalbumin ist Bestandteil der Milch; es ist eng verwandt mit Lysozym C, einer Glycosidase, die für den Abbau der Zellwand gram-positiver Bakterien zuständig ist.
Das α-Lactalbumin des Hausrinds (Bos taurus) kann bei Menschen als Allergen wirken. Es wird beim Kochen denaturiert; diese Änderung ist aber beim Abkühlen zu 90 Prozent reversibel. α-Lactalbumin ist löslicher Bestandteil des Molkeneiweißes der Kuhmilch. Es stellt etwa 4 Prozent des Gesamtmilcheiweißes.